# Park Oog in Al
Park Oog in Al is een park in de wijk Oog in Al in de Nederlandse stad Utrecht. 
Oorspronkelijk was het park een oud landgoed van dichter en aristocraat Everard Meyster. Meijster liet in 1666 langs de Leidsche vaart Landgoed Oog in Al aanleggen. 
Het landgoed werd in 1918 door de gemeente opgekocht en in 1920 werd er een park aangelegd. Tuinarchitect was Jan Jacob Denier van der Gon. Van der Gon was tevens de ontwerper van het Wilhelminapark, waardoor beide parken een gelijkaardig karakter hebben. 
Park Oog in Al is een van de vier parken in Utrecht met een beschermde monumentale status. De drie anderen zijn het Julianapark, het Wilhelminapark en het Zocherpark.
Amaliapark · Park De Balije · Park Bloeyendael · Park de Gagel · Griftpark · Hogelandsepark · Park Hoge Weide · Julianapark · Klokkenveld · Kromme Rijnpark · Majellapark · Máximapark · Moreelsepark · Park Nieuweroord · Niftarlakepark · Noorderpark · Nynkeplantsoen · Oorsprongpark · Park Oosterspoorbaan · Oranjepark · Park De Groene Kop · Park Leeuwesteyn · Park Oog in Al · Park Transwijk · Rosarium (Oudwijk) · Sterrenbos · Park Tivoli · Van Heukelompark · Vechtzoompark · Park Voorn · Park de Watertoren · Wilhelminapark · Willem Alexanderpark · Zocherpark